# لوتي دود
شارلوت لوتي دود (بالإنجليزية: Lottie Dod)‏ (24 سبتمبر 1871- 27 يونيو 1960) كانت رياضيّة إنجليزية مشهورة بصفتها لاعبة كرة مضرب. فازت في قائمة فردي سيدات ويمبلدون خمس مرات، كانت المرة الأولى عندما كان عمرها خمسة عشر عامًا في صيف عام 1887. تعتبر أصغر سيدة في البطولات الفردية.
بالإضافة إلى كرة المضرب، نافست دود في العديد من الرياضات الأخرى، بما فيها الغولف وهوكي الحقل والنّبَالة. فازت أيضًا ببطولة الغولف البريطانية للنساء الهواة، ولعبت مرتين لصالح منتخب إنجلترا الوطني لهوكي الحقل للسيدات (الذي ساعدت في تأسيسه)، وفازت بالميدالية الفضية في أولومبياد صيف عام 1908 في لعبة النّبَالة. سُجِّل اسمها في موسوعة غينيس للأرقام القياسية بصفتها
أكثر لاعبة رياضية متعددة المواهب على الإطلاق، وذلك إلى جانب رياضيّة الحلبات والملاعب وزميلتها في لعبة الغولف بابي زاهارياس.

## النشأة
وُلدت دود في 24 سبتمبر عام 1871 في بيبينغتون، تشيشير، وكانت الصغرى بين أربعة أطفال لوالديها جوزيف ومارغريت دود. كان جوزيف –من ليفربول- قد جنى ثروة من عمله في تجارة القطن. كانت العائلة غنية بما فيه الكفاية لتؤمّن معيشة كل أفرادها مدى الحياة، إذ لم يضطر كل من لوتي وأخيها ويلي أن يعملا. كان لدى لوتي -إلى جانب ويلي- أختًا اسمها آني وأخًا آخر اسمه طوني، إذ تفوق جميعهم في الرياضة. كانت آني لاعبة كرة مضرب وغولف ومتزلجة جليد ولاعبة بلياردو ذات مستوى جيد. ربح ويلي دود الميدالية الذهبية في الأولمبياد بلعبة النّبالة في ألعاب عام 1908، في حين كان طوني رامي سهام ولاعب كرة مضرب وشطرنج على المستوى الإقليمي. تلقى أطفال عائلة دود تعليمًا خاصًا من قبل معلمين ومعلمات خصوصيين. كانت لوتي في طفولتها تعزف على البيانو والبانجو وكانت عضوًا في فرقة موسيقية محلية. عندما كان عمر دود تسع سنوات بُني ملعبا كرة مضرب (تنس) بجانب ممتلكات العائلة في إيدجوورث. كان التنس الأرضي -الذي اختُرع عام 1873- رائجًا بين الأشخاص الأغنياء في إنجلترا وبدأ جميع أطفال عائلة دود بممارسة هذه الرياضة في أغلب الأوقات. كانت تُنظّم أحيانًا مباريات كرة المضرب وكان من بين الضيوف المدعوين أبطال ويمبلدون المستقبليين جوشوا بيم والأخوة هربرت وويلفريد باديلي. انضمّت دود إلى نادي روك فيري للتنس في بيركنهيد عندما كان عمرها 11 عامًا.

## كرة المضرب
دخلت دود إلى جانب آني -أكبر منها بثماني سنوات- أول دوري كرة مضرب لها في البطولة الشمالية في مانشيستر عام 1883 عندما كان عمرها 11 عامًا. حصلتا على إعفاء في الجولة الأولى وخسرتا في الجولة الثانية في المباراة الزوجية مع هانا كيث وآمبر مكورد، لكنهما ربحتا في مباراة الترضية. قال أحد الصحافيين -سيدني براون- إنه «يجب أن يسطع نجم الآنسة إل. دود في المستقبل». في السنة التالية عام 1884، شاركت في دوريين هما البطولة الشمالية التي أقيمت في ليفربول ذلك العام، وبطولة ووترلو. وصلت مع آني إلى النهائي الزوجي في كلا الدوريين وهُزمت مع طوني في مباراة الزوج المختلط في الجولة الأولى في ووترلو. في البطولة الشمالية في عام 1885، برزت شهرتها عندما كادت تضرب حكم بطولة ويمبلدون مود واتسون في النهائيات، إذ خسرت بنتيجة 6-8 و5-7. كانت دود ستربح المباراة (مع آني). حصلت في وقت سابق على لقب الأولى على مباريات اللعب الفردي في مسيرتها المهنية في دوري ووترلو، حيث انتصرت أيضًا في مباريات الأزواج والأزواج المختلطة. منحها هذا الأداء في الصحف لقب «الأعجوبة الصغيرة».
فازت دود في عام 1886 بلقب البطولة عن المبارايات الفردية في بطولة غربي إنجلترا في باث إذ هزمت واتسون في النهائيات، وأنهت بذلك المباراة الأخيرة في سلسلة من 55 انتصارًا متتاليًا لها. لعبت في ذلك العام في دوريات في ليفربول (الشمالية) وشيلتنهام وديربايشير، لكنها لم تَفز بأي لقب آخر عن المباريات الفردية. في عام 1887، أصبحت دود لاعبة أساسية من الدرجة الأولى، وتوضّح ذلك عندما كانت شريكة إيرنيست رينشو -الفائزة ببطولة ويمبلدون الزوجية سبع مرات في ذلك الحين- في مباراة الأزواج المختلطة في البطولة الإيرلندية. ربحت المباريات الفردية في دوبلن عندما هزمت واتسون في النهائي بجولات متتالية. فازت مجددًا بلقب عن المباريات الفردية في الشمالية عندما هزمت اللاعبين البارزين لويزا مارتن وماي لانغريشي وواتسون دون أن تخسر أي جولة أو تُهزم في أكثر من لعبتين في الجولة الواحدة. قررّت نتيجة حماسها بعد هذه النتائج أن تشارك في بطولة ويمبلدون لعام 1887. شارك فيها ستة منافسين فقط دون احتساب مارتن وواتسون. تلقّت دود إعفاءً في أول جولة وتقدّمت بسهولة إلى نصف النهائي والنهائي كل الدوريات اللاحقة، فحصلت على الحق في التنافس مع البطل المُدافع، بلانش بينغلي. تغلّبت على بينغلي في جولات متتالية بنتائج 6-2 و6-0، ودامت الجولة الثانية عشرة دقائق فقط. في 15 عامًا و 185 يوم كانت الرابحة الأصغر في بطولات الفردي للنساء. ارتدت دود خلال المباراة مشدًّا مصنوعًا من المعدن وعظم الحوت الذي ثقب جلدها وتسبب في نزفها أثناء اللعب.
التقيا ثانية في نهائيات بطولة إنجلترا الغربية لعام 1888. على الرغم من أنها صُنفت بطولة «مفتوحة»، اتَّخذ المسؤولون قرارًا بفرض تأخير بمقدار 15 على دود. تمكنت مع ذلك من الفوز على منافستها المعروفة حاليًا باسمها بعد الزواج بلانش هيلارد. كانت نهائيات ويمبلدون لعام 1888 بمثابة إعادة مباراة السنة السابقة لكن دافعت دود في هذه المرة عن لقبها في جولة التحدي، وحققت النصر مرة أخرى. فازت خلال ذلك العام بعدة ألقاب زوجية وزوجية مختلطة مع أختها آني وماي لانغريشي وإيرنيست رينشو.
أصبح أسلوب دود في اللعب -الذي كان يعتبر حينها غير تقليدي- عصريًا هذه الأيام. ربما كانت أول لاعبة تدرج ضرب الكرة قبل أن تبلغ قمة الارتداد وتعتمد مسكة –وإن كان بيد واحد- مضرب جديدة. ذكر بعض المعاصرين أن ضرباتها كانت قوية جدًا وفقًا لمعايير ذلك الوقت، لكنها –مثل العديد من اللاعبات في ذلك الوقت- لعبت بيد واحدة ونادرًا ما استخدمت حركة الالتفاف الدائرية.
شاركت دود في بطولة واحدة مفتوحة في عام 1889 (البطولة الشمالية التي فازت فيها)، فشلت في الوصول إلى ويمبلدون، ما خيّب مشجعيها. كانت مع آني وبعض الأصدقاء في رحلة بحرية على الساحل الإسكتلندي ولم ترغب بالوصول إلى ويمبلدون في الوقت المناسب. تبع ذلك غياب كامل عن اللعبة في عام 1890.
بعد إخفاقها في عام 1889، صممت دود على الفوز في ويمبلدون ثلاث مرات متتالية بدءًا من عام 1891. على الرغم من أنه كان ظهورها التنافسي الوحيد في ذلك الموسم، لكنها فازت بلقب ويمبلدون الثالث بهزيمتها لهيلارد (6-2، 6-1) في نهائي جميع البطولات اللاحقة. لم تدافع البطلة الحاملة للقلب لينا رايس عن لقبها. شهد عام 1892 أول هزيمة لدود في مباراة فردية في بطولة مفتوحة منذ عام 1886 عندما خسرت مقابل لويزا مارتن من إيرلندا في الجولة الثانية من البطولة الإيرلندية. كانت تلك الخمس خسارات الوحيدة لها في كل مسيرتها المهنية في كرة المضرب وهزيمتها الوحيدة بعد عمر الخامسة عشر. أكملت السنة بقوة وتوّجتها بفوز سهل آخَر في مجموعة جولات بسباق ويمبلدون على هيلارد. كان آخر موسم تلعب فيه دود منافسةً في عام 1893، ولعبت في بطولتين فقط، هما الشمالية في مانشتر وويمبلدون، وفازت في كليهما. في كلتا المناسبتين، تغلبت على بلانشي هيلارد في في ثلاث جولات على الرغم من سقوطها في نهائي  ويمبلدون. لم يستمر سجلها المكوّن من خمسة ألقاب في ويمبلدون طويلًا، إذ إن هيلارد –بعد خسارتها ضد دود خمس مرات- فازت بلقبها السادس في عام 1990. حطمت سوزان لينغلن رقم دود القياسي المؤلف من ثلاث مرات فوز متتالية في مباريات فردية من خلال فوزها من عام 1919 حتى عام 1923.
بصرف النظر عن دخولها البطولات النسائية، لعبت دود وفازت في مبارايات ضد رجال (الذين لعبوا عادة مع تأخير)، وفازت في أحد المرات على اللاعبين المشهورين إيرنيست رينشو وجورج هيلارد (زوج بلانشي) عندما لعبت بشكل مزدوج مع هيربرت باديلي.

## بطولات حققتها
- بطولة ويمبلدون

## الميداليات
| الميدالية | المسابقة                       |
| --------- | ------------------------------ |
| فضية      | الألعاب الأولمبية الصيفية 1908 |

## روابط خارجية
- لوتي دود على موقع قاعة مشاهير كرة المضرب الدولية (الإنجليزية)
- لوتي دود على موقع اللجنة الأولمبية الدولية (الإنجليزية)
- لوتي دود على موقع أوليمبيديا (الإنجليزية)
- لوتي دود على موقع اللجنة الأولمبية البريطانية (الإنجليزية)